# Gallium-68-Generator

Ein Gallium-68-Generator, auch 68Ge/68Ga-Generator genannt, ist ein Radionuklidgenerator zur Erzeugung von radioaktiven 68Ga3+-Ionen aus dem ebenfalls radioaktiven 68Ge. Das aus dem Generator extrahierte 68Ga wird in der Nuklearmedizin zur Herstellung von Radiopharmaka für die Positronen-Emissions-Tomographie (PET) verwendet.

## Gallium-68
Das natürlich vorkommende Element Gallium besteht aus zwei nichtradioaktiven Isotopen: 69Ga, das einen Anteil von 60,1 % im natürlichen Gallium hat, und 71Ga, das die restlichen 39,9 % bildet. Alle anderen (also die nicht in der Natur vorkommenden Gallium-Isotope) sind radioaktiv. Das Isotop 68Ga zerfällt mit einer Halbwertszeit von nur 67,629 Minuten zu 89 % unter Aussendung eines Positrons mit maximal 1,9 MeV und zu 11 % unter Elektroneneinfang; jeweils in das stabile Isotop 68Zn.
Das – in 89 % der Zerfallsfälle – abgegebene Positron hat in der nuklearmedizinischen Anwendung eine Reichweite von nur wenigen Millimetern, dann trifft es auf ein Elektron und beide Elementarteilchen zerstrahlen (annihilieren) dabei vollständig zu zwei Photonen mit je 511 keV (Gammastrahlung). Die beiden Photonen werden dabei in einem Winkel von nahezu 180° voneinander vom Ort der Vernichtung abgestrahlt. Die abgestrahlten Photonen lassen sich mit entsprechenden Detektoren nachweisen und durch Rekonstruktion mehrerer Detektionsereignisse lässt sich der Ort der Annihilation recht genau bestimmen. Mehr dazu im Hauptartikel: Positronen-Emissions-Tomographie.
68Ga ist mit seinen physikalischen und chemischen Eigenschaften für nuklearmedizinische Untersuchungen ausgezeichnet geeignet. Die kurze Halbwertszeit passt sehr gut zur Pharmakokinetik vieler Peptide, an die es in der Diagnostik meist mit dem starken Chelator DOTA gebunden ist. Die Komplexierung der Gallium-Ionen mit DOTA ist relativ einfach und schnell.
Andererseits macht die kurze Halbwertszeit von 68 Minuten einen Versand oder gar eine Vorratshaltung dieses Isotops nahezu unmöglich. Dieses Dilemma wird jedoch mit dem 68Ge/68Ga-Generator gelöst.

## Prinzip des Gallium-68-Generators
Im 68Ge/68Ga-Generator wird das benötigte Radionuklid 68Ga aus dem ebenfalls radioaktiven 68Ge erzeugt. Dieses Isotop hat eine Halbwertszeit von 270,8 Tagen und zerfällt unter Elektroneneinfang in das kurzlebigere 68Ga. Im Generator befindet sich das Germanium an eine unlösliche Matrix eines inerten Trägers (meist Titan(IV)-oxid) gebunden. Im Generator selbst wird durch den kontinuierlichen Zerfall des Germaniums ständig 68Ga gebildet, das sich aber durch den deutlich schnelleren eigenen Zerfall nicht in größeren Mengen anreichern kann. Es bildet sich daher im Generator eine weitgehend konstante Konzentration an erzeugtem (generiertem) 68Ga (68Ge/68Ga-Gleichgewicht). Diese Menge an 68Ga nimmt durch zwei Ereignisse ab:
- durch das Eluieren („Melken“) des Generators mit Hilfe eines Lösungsmittels, in dem nur 68Ga löslich ist, nicht jedoch 68Ge (z. B. Salzsäure)
- die langsame Abnahme des 68Ge-Gehaltes, bedingt durch dessen eigenen Zerfall.

Im ersten Fall baut sich nach jeder Elution das radioaktive Gleichgewicht zwischen 68Ge/68Ga wieder neu auf. Nach einer Halbwertszeit, das heißt 68 Minuten, ist bereits wieder die Hälfte der ursprünglichen Konzentration erreicht. Üblicherweise genügt eine Wartezeit von vier bis fünf Stunden bis zur nächsten Entnahme.
Der langsame Zerfall an 68Ge bewirkt, dass die im Generator jeweils gebildete Menge an 68Ga kontinuierlich abnimmt, nach 270,8 Tagen genau um die Hälfte. Die in der Praxis genutzte Standzeit eines 68Ge/68Ga-Generators beträgt etwa ein Jahr.

## Herstellung
Das in 68Ga-Generatoren verwendete 68Ge wird meistens durch Bestrahlung eines mit dem Stabilisotop 69Ga angereicherten Targets aus Gallium-Metall (eingekapselt in Niob, oder als Legierung mit 30 % Nickel auf einem Kupferträger) mit beschleunigten Protonen im Zyklotron gemäß der folgenden Kernreaktion hergestellt.
{\displaystyle \mathrm {{}_{31}^{69}Ga\ +\ {}_{1}^{1}p\longrightarrow {}_{32}^{68}Ge\ +\ 2\ {}_{0}^{1}n} }
Weiterhin kann 68Ge durch Bestrahlung von 66Zn mit Alpha-Teilchen erhalten werden:
{\displaystyle \mathrm {{}_{30}^{66}Zn\ +\ {}_{2}^{4}\alpha \longrightarrow {}_{32}^{68}Ge\ +\ 2\ {}_{0}^{1}n} }
Das so erhaltene 68Ge wird anschließend aus dem Target herausgelöst, aufgereinigt und auf eine feste Matrix durch Adsorption fixiert. Geeignete Matrix-Materialien sind  Metalloxide wie TiO2, CeO2, SnO2 oder ZrO2, wobei auch organische Ionenaustauscher-Harze für diesen Zweck verwendet werden können.
Ein großer Teil der in den frühen 2000er Jahren experimentell und klinisch verwendeten Generatoren wurde in Obninsk (Russland) produziert. Mittlerweile (2025) gibt es weltweit mehrere Hersteller, deren 68Ga-Generatoren eine Marktzulassung als radioaktive Arzneimittel erhalten haben. Die Qualität des Eluats, insbesondere ein sehr geringer Gehalt an 68Ge, sind hierbei eine wesentliche Voraussetzung, dass das Eluat direkt für die Herstellung parenteraler Arzneimittel verwendet werden kann (s. u., Kit-Markierung). Die genaue Art und Zusammensetzung der in kommerziell angebotenen Generatoren eingesetzten Matrix-Materialien ist nicht bekannt und stellt ein Betriebsgeheimnis der jeweiligen Hersteller dar.

## Anwendung

### Chelator-Konjugate
68Ga liegt im wässrigen Milieu ausschließlich als trivalentes Ion (GaIII) vor und kann daher ausschließlich durch Bildung von Chelatkomplexen in andere Moleküle zwecks Radiomarkierung eingebracht werden. Typischerweise bestehen daher die für die 68Ga-Markierung vorgesehenen Moleküle, Materialien oder pharmazeutischen Wirkstoffe aus mindestens einem Chelator sowie mindestens einem derartigen (bioaktiven) Molekül. Derartige Konstrukte werden auch als Chelator-Konjugate bezeichnet. Der für diesen Zweck am häufigsten verwendete Chelator ist DOTA, wobei eine Vielzahl anderer Chelatoren für die 68Ga-Markierung entwickelt wurden und mittlerweile vermehrt Verwendung finden. Eine Vielfalt an entsprechenden chemischen Vorstufen und Bausteinen kann käuflich erworben werden, weshalb die Synthese auch komplizierter Chelator-Konjugate mittlerweile sehr verbreitet ist und eine große Diversität an experimentellen 68Ga-Radiopharma hervorgebracht hat.

### 68Ga-Radiomarkierung
Viele Hersteller bieten vollautomatische Synthesemodule an, die in Verbindung mit einem zugelassenen 68Ga-Generator die Synthese eines 68Ga-Tracers für klinische Anwendung praktisch „auf Knopfdruck“ ermöglichen. Die vollständige Automatisierung der 68Ga-Markierung erlaubt, sie in einer sog. heißen Zelle unter GMP-Bedingungen durchzuführen. Nachdem solche Systeme lange eine marktbeherrschende Stellung innehatten, scheint sich die 68Ga-Markierung als „Kit“, analog zu 99mTc-Radiopharmaka, aufgrund ihrer Einfachheit und Robustheit mehr und mehr durchzusetzen. Diese Entwicklung entspricht wiederum schon sehr frühzeitig geäußerten Erwartungen, dass das volle praktische Potenzial des Radionuklids 68Ga im Grunde erst dann zum Tragen kommt, wenn das Anwendungsschema 68Ga-Generator – Markierungs-Kit – PET sich genauso etabliert hat wie das erfolgreiche Konzept Technetium-99m-Generator – Tc-Kit – SPECT/Szintigrafie, welches seit mehr als 50 Jahren die diagnostische Nuklearmedizin trägt.

### Vorteile gegenüber anderen Nukliden
Das aus 68Ge/68Ga-Generatoren erhaltene 68Ga zeichnet sich im Vergleich zu anderen kurzlebigen medizinischen Radionukliden durch eine hervorragende Verfügbarkeit aus. Der entscheidende Vorteil gegenüber dem für PET meistverwendeten Nuklid 18F ist, dass kein Zyklotron in unmittelbarer Nähe vorhanden sein muss. Dies macht 68Ga für Einrichtungen interessant, die zwar PET-Scanner, aber kein Zyklotron besitzen. Sofern ein Generator vorhanden ist, können praktisch ohne die Notwendigkeit, die Planung von Untersuchungen oder Experimenten auf Lieferketten abzustimmen, jederzeit Radiomarkierungen durchgeführt werden. Zudem ist die Einzeldosis 68Ga insbesondere bei häufiger Elution eines einmal angeschafften Generators vergleichsweise kostengünstig verfügbar und wird auch nicht durch Lieferkosten verteuert. Da in der Forschung nicht ansatzweise so hohe 68Ga-Aktivitäten benötigt werden wie in der klinischen Routineproduktion, können die Generatoren lange benutzt werden und der hohe Anschaffungspreis fällt insgesamt weniger ins Gewicht. Deshalb (und wegen der o. g. gut etablierten Synthesechemie für Chelator-Konjugate) wurde und wird 68Ga extensiv bei der Entwicklung neuer Radiopharmaka verwendet.

## Klinische Bedeutung
Zu Beginn der 2000er Jahre wurde 68Ga klinisch vor allem für die Markierung von Edotreotid (DOTATOC, ein Somatostatin-Analog) verwendet, um den PET-Tracer 68Ga-DOTATOC zu erhalten. Am Beispiel von 68Ga-DOTATOC zeigte sich zum ersten Male deutlich, dass die PET-Bildgebung mit radiomarkierten Peptiden eine hohe klinische Relevanz besitzt. Das an den Somatostatin-Rezeptor 2 (SSTR2) bindende 68Ga-DOTATOC ermöglichte nämlich eine im Vergleich zur Somatostatin-Rezeptor-Szintigraphie unerreicht kontrast- und detailreiche Darstellung neuroendokriner Tumoren. Einige Jahre später (ca. ab 2014) konnte sich die sogenannte 68Ga-PSMA-PET breit etablieren und revolutionierte innerhalb weniger Jahre die Diagnostik des Prostatakarzinoms. 68Ga-Radiopharmaka für die PET-Bildgebung der Targets SSTR2 sowie PSMA sind mittlerweile in vielen Ländern zugelassen und fester Bestandteil der nuklearmedizinischen Diagnostik.

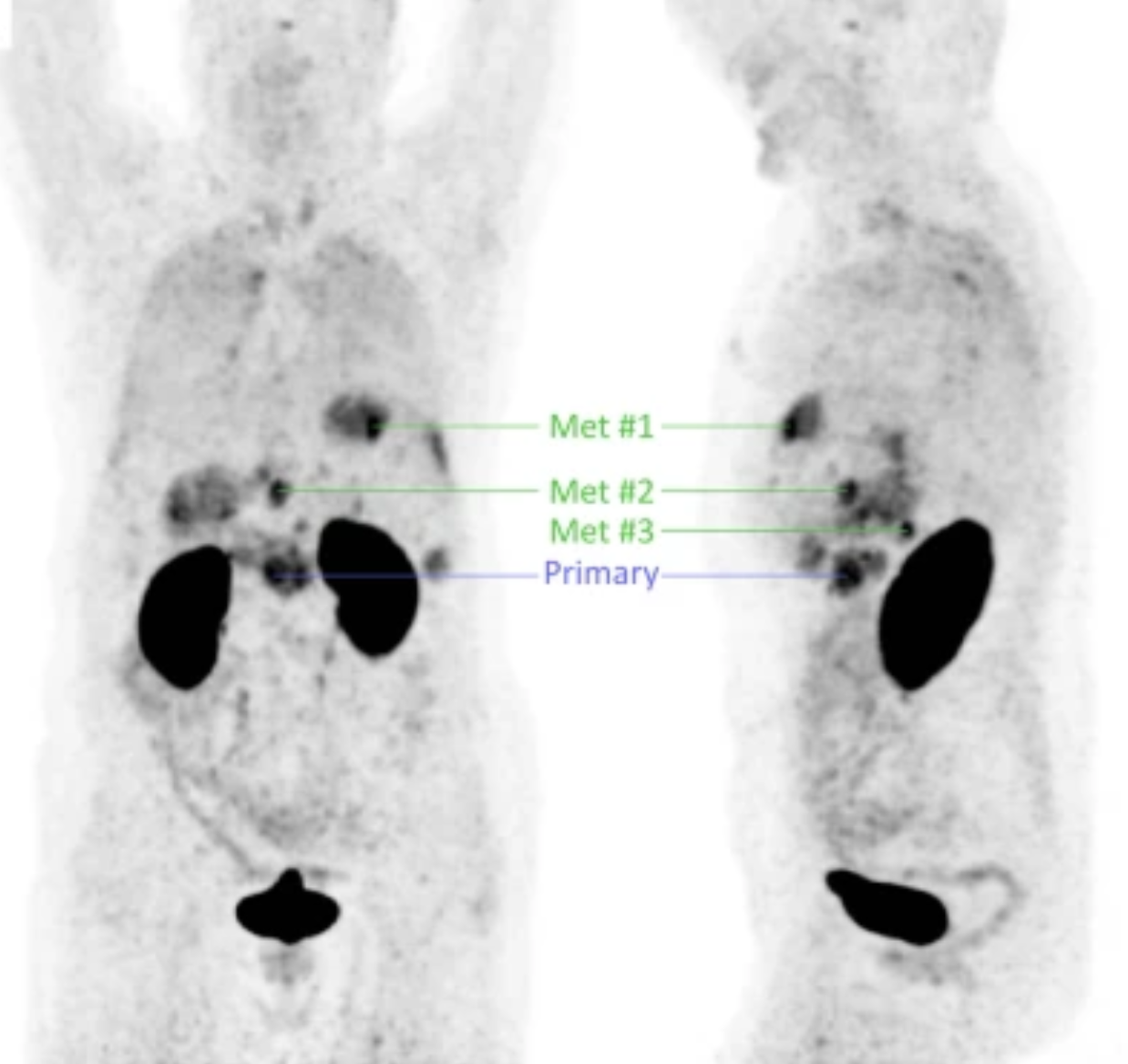
Positronenemissionstomographie (PET) einer Patientin mit Pankreaskarzinom, welche unter Verwendung des Radiotracers ^{68}Ga-Trivehexin erhalten wurde (dargestellt sind Maximalintensitätsprojektionen aus frontaler und seitlicher Blickrichtung). Deutlich sichtbar ist der Primärtumor (Primary) sowie mehrere Lebermetastasen (Met). Die Synthese des Radiopharmakons ^{68}Ga-Trivehexin erfolgte unter Verwendung eines ^{68}Ge/^{68}Ga-Generators.

Darüber hinaus finden sich viele weitere, experimentelle 68Ga-Radiopharmaka derzeit in der klinischen Erprobung, welche bis auf wenige Ausnahmen mit aus 68Ga-Generatoren erhaltenem 68Ga hergestellt werden. Im Folgenden einige Beispiele:
- 68Ga-Pentixafor bindet an den Chemokin-Rezeptor CXCR4 und ist für die Bildgebung von lymphoproliferativen Erkrankungen (z. B. multiples Myelom) geeignet.[20]
- Verschiedene 68Ga-markierte Inhibitoren für das Fibroblasten-Aktivierungs-Protein werden unter Bezeichnungen wie 68Ga-FAPI für die Bildgebung aktivierter Fibroblasten verwendet, überwiegend im Zusammenhang mit Tumorerkrankungen.[21]
- 68Ga-markierte Bombesin-Analoga wie 68Ga-RM2 binden an den gastrin-releasing peptide receptor (GRPR) und werden ebenfalls für die PET-Bildgebung verschiedener Tumorerkrankungen, z. B. Prostatakrebs, erforscht.[22]
- 68Ga-Trivehexin bindet an den Zelloberflächenrezeptor αvβ6-integrin und wird primär im Zusammenhang mit der PET-Diagnostik von Karzinomen und Fibrose untersucht (siehe Beispielbild).[19]

## Praktische und ökonomische Aspekte

### Begrenzte68Ga-Aktivität
Grundsätzlich ist davon auszugehen, dass 68Ge/68Ga-Generatoren bei der routinemäßigen Herstellung klinischer PET-Radiopharmaka auch in Zukunft eine wesentliche Rolle spielen werden. Die bedeutendste Einschränkung ihres praktischen Anwendungspotentials besteht jedoch in der verhältnismäßig geringen 68Ga-Aktivität, die maximal mit einer einzigen Elution erhalten werden kann. Diese liegt bei allen derzeit (2025) für klinische Anwendungen zugelassenen Generatortypen bei weniger als 2 GBq, woraus in der Praxis 68Ga-Radiopharmaka für maximal 3–4 Untersuchungen vor Ort hergestellt werden können. Versuche, praxistaugliche Generatoren mit einer deutlich höheren Beladung von 68Ge und damit einer höheren 68Ga-Ausbeute pro Elution herzustellen, waren bisher (2025) nicht erfolgreich.
68Ga kann auch in weitaus größerer Menge (≫10 GBq) mit Zyklotronen aus 68Zn in einer (p,n)-Reaktion produziert werden. Obwohl Anschaffung und Betrieb eines Zyklotrons sehr teuer sind, stellen 68Ga-Generatoren nicht zwingend eine kostengünstigere Alternative dar. Die Routineproduktion häufig eingesetzter 68Ga-Tracer erfordert wegen der kontinuierlichen Abnahme der eluierten 68Ga-Menge nämlich die regelmäßige (ca. alle 3 Monate) Anschaffung neuer Generatoren zum Preis von üblicherweise > 100.000 US$ bzw. €. Es ist zwar verbreitet, mehrere Generatoren parallel zu eluieren, um zu einem gegebenen Zeitpunkt eine größere Menge 68Ga-Eluat für eine einzige Markierung zur Verfügung zu haben und um Generatoren auch in teilweise abgeklungenem Zustand weiter verwenden zu können. Das größere Eluatvolumen erfordert dann aber unter Umständen einen zusätzlichen Prozessschritt (Aufkonzentrierung des 68Ga für effizientere Markierung). Derartige Skalierungsprobleme fallen bei Verwendung eines Zyklotrons weniger ins Gewicht, da eine Erhöhung der produzierten 68Ga-Menge bis zu einer gewissen Grenze lediglich einer längeren Bestrahlung des 68Zn-Targets bedarf. Auf einem bereits vorhandenen Zyklotron produziertes 68Ga kann daher letztlich einen niedrigeren aktivitätsbezogenen Preis (€/GBq) haben. Für Zentren mit hohem Patientenaufkommen und eigenem Zyklotron ist es daher attraktiv, ihre 68Ga-Radiopharmaka nicht mit 68Ga aus Generatoren, sondern mit am Zyklotron produzierten 68Ga herzustellen.

### Konkurrierende PET-Nuklide
Eine weitere Frage ist, ob sich 68Ga-Radiopharmaka überhaupt wirtschaftlich und praktisch dauerhaft etablieren können. Das meistverwendete PET-Nuklid 18F kann nämlich am Zyklotron bis zu einer Größenordnung von mehr als 1 Terabequerel (1000 GBq) hergestellt und für Radiopharmakaproduktion eingesetzt werden. Dies erlaubt eine zentralisierte Produktion und Distribution entsprechender 18F-Tracer, und für 18F-FDG sind in zumindest in den Industrieländern entsprechende Netzwerke gut etabliert. Die routinemäßig Versorgung von nuklearmedizinischen Kliniken und Praxen mit weiteren, häufig benötigten PET-Tracern könnte auf diese Weise vermutlich besser etabliert werden. Für PET-Applikationen mit einem erwartungsgemäß hohen Bedarf an Untersuchungen dürften aus Kosten- sowie logistischen Gründen 18F-basierte Tracer langfristig gegenüber ihren 68Ga-Pendants bevorzugt werden, natürlich nur unter der Voraussetzung, dass sie eine zu den bereits etablierten 68Ga-Tracern mindestens gleichwertige klinische Performance aufweisen. Eine zentralisierte Produktion und Distribution von 68Ga-Tracern analog zu 18F-Radiopharmaka ist zwar auch vorstellbar, jedoch nur unter Verwendung von am Zyklotron hergestellten 68Ga.
Weiterhin gibt es andere PET-Nuklide, welche deutlich längere Halbwertszeiten als 68Ga und 18F haben und für eine zentralisierte Herstellung und Distribution von PET-Tracern in Frage kommen. Beispiele sind 64Cu (t1/2 = 12,7 h),  44Sc (t1/2 = 4 h) und  89Zr (t1/2 = 3,3 d). Gegenwärtig (2025) zeichnen sich 68Ga-Generatoren jedoch durch eine bessere Verfügbarkeit aus. Zudem ist der klinische Einsatz dieser Nuklide nicht immer unproblematisch; beispielsweise besitzt 89Zr eine hochenergetische Gamma-Emission (909 keV, 100%), welche zu einer erhöhten Strahlenbelastung für die Patienten führen würde.

### Fazit
68Ga-Generatoren stellen die einzige praktikable Möglichkeit dar, eine tägliche Verfügbarkeit von PET-Tracern unabhängig von kurzfristigen Lieferketten und einem lokal verfügbaren Zyklotron zu gewährleisten. Ein unbestreitbarer Vorteil besteht hierbei im vergleichsweise sehr geringen Platzbedarf, den ein 68Ga-Generator und die für die 68Ga-Radiomarkierung minimal notwendigen Utensilien haben. Dies gilt insbesondere dann, wenn die Synthese mittels eines „cold kits“ erfolgt (siehe oben), also durch Zugabe von Generatoreluat zum Precursor zur Herstellung einer injektionsfertigen Lösung. Dieses Verfahren ist offenbar ohnehin im Begriff, sich als Standard-Methode für die Herstellung wichtiger 68Ga-Radiopharmaka zu etablieren (unabhängig von der Frage der 68Ga-Quelle).
Bei geringerem Patientenaufkommen können Generatoren problemlos über eine längere Zeit verwendet werden, da ein handelsüblicher 2-GBq-Generator auch nach weit mehr als einem Jahr noch genug 68Ga abgibt, um 68Ga-Tracer für Einzelanwendungen herstellen zu können. Zusammen mit den im Vergleich zur Zyklotron-Technologie verschwindend geringen Erstinvestitionen macht dies die lokale Herstellung von 68Ga-PET-Tracern mittels 68Ga-Generatoren besonders für weniger entwickelte Länder oder Regionen mit geringer Bevölkerungsdichte attraktiv, wo eine zentralisierte, zyklotron-basierte Radiopharmakaversorgung in absehbarer Zeit nicht aufgebaut werden kann bzw. wird, weil dies sich schlichtweg niemals rechnen würde. Zusammengefasst könnten 68Ga-Generatoren daher einen dauerhaft wichtigen Beitrag leisten, um Menschen weltweit einen Zugang zu moderner PET-Diagnostik zu sichern. Die möglicherweise wichtigste Einflussgröße hierbei ist die Preisentwicklung von 68Ga-Generatoren und PET-Scannern, welche allerdings durch viele verschiedene Faktoren beeinflusst wird und daher nicht seriös prognostizierbar ist.